# Place Monge (metrostation)
Place Monge er en station på metronettet, beliggende i Paris' 5. arrondissement. Stationen blev åbnet 15. februar 1930, da metrolinje 10, som den oprindelig var en del af, blev forlænget til Place d'Italie. Et år senere, 26. april 1931, blev stationen lagt til linje 7.
Stationen ligger midt i det 5. arrondissement i den østlige del af Latinerkvarteret, og den har fået navn efter pladsen, den ligger ved, Place Monge. Place Monge er opkaldt efter den franske matematiker Gaspard Monge (1746–1818), der var en af grundlæggerne af École Polytechnique.
Stationens direkte omgivelser er forholdsvis rolige, men en gang om ugen er der marked. Langs pladsens ene side findes indgangen til en af Garde républicaines kaserner. Nær stationen ligger flere restauranter og gademarkedet i Rue Mouffetard, mens Jardin des plantes de Paris og det gamle romerske amfiteater Arènes de Lutèce også befinder sig i gåafstand.

## Trafikforbindelser
- RATP

## Galleri
- Stationens perroner
- Stationens navn i keramik
- Markedet i Rue Mouffetard